# Liste der Kulturdenkmäler in Oelsberg
In der Liste der Kulturdenkmäler in Oelsberg sind alle Kulturdenkmäler der rheinland-pfälzischen Ortsgemeinde Oelsberg aufgeführt. Grundlage ist die Denkmalliste des Landes Rheinland-Pfalz (Stand: 8. Dezember 2023).

## Einzeldenkmäler
| Bezeichnung                            | Lage                         | Baujahr                            | Beschreibung                                                                                         | Bild                           |
| -------------------------------------- | ---------------------------- | ---------------------------------- | --- | ------------------------------ |
| Wohnhaus                               | Hauptstraße 17 Lage          | 1736                               | Fachwerkhaus, verputzt, bezeichnet 1736                                                              | BW                             |
| Brunnen                                | Hauptstraße, bei Nr. 36 Lage | zweite Hälfte des 19. Jahrhunderts | gusseiserner Laufbrunnen mit zwei Becken, zweite Hälfte des 19. Jahrhunderts                         | Fotos hochladen                |
| Quereinhaus                            | Hauptstraße 44 Lage          | 1861                               | Quereinhaus, verputzt und verschiefert, 1861; Gesamtanlage mit zwei Scheunen, Remise und Pferdestall | BW                             |
| Evangelische Kirche Zum Heiligen Kreuz | Kirchweg 15 Lage             | 13. Jahrhundert                    | Schiff, 13. Jahrhundert, Chor aus dem 14. Jahrhundert                                                | weitere Bilder Fotos hochladen |